# الخضر محمد ناصر العزاني
الخضر محمد ناصر العزاني برلماني يمني، عضو في مجلس النواب، عضو لجنة التعليم العالي والشباب بالمجلس عن الدورة البرلمانية 2003-2009 والكتلة البرلمانية لنواب حزب المؤتمر الشعبي العام عن الدائرة الانتخابية رقم (127) بمحافظة البيضاء. من مواليد 5 مايو 1960، الصومعة، مرخة العليا محافظة شبوة. حاصل على مؤهل ثانوية عامة.

## فترة المجلس
باتفاق عرف باسم «إتفاق فبراير» مُددت فترة المجلس لمدة عامين، وبقيام ثورة الشباب اليمنية لم تُجرَ الانتخابات، وبحسب إتفاق المبادرة الخليجية مُددت لمدة عامين آخرين حتى 2013. ولكن نظراً للأزمة السياسية المستمرة منذ ذلك العام ونشوب الحرب القائمة منذ 2015 لم يتسنى انتخاب مجلس نواب جديد، ولا تزال الشرعية متجسدة في المجلس المنتخب عام 2003 حتى اليوم.